# Prêmio Frank Rosenblatt IEEE
O Prêmio Frank Rosenblatt IEEE (em inglês:  The IEEE Frank Rosenblatt Award) é um prêmio do Instituto de Engenheiros Eletricistas e Eletrônicos (IEEE) estabelecido em 2004. É concedido por contribuições extraordinárias ao avanço do projeto, prática, técnicas ou teoria em paradigmas computacionais com motivações biológicas e linguísticas, incluindo redes neurais, sistemas conexionistas, computação evolucionária, sistemas difusos e sistemas híbridos inteligentes, nos quais esses paradigmas estão contidos.
O prêmio pode ser concedido a um ou vários indivíduos, ou a uma equipe de até três pessoas. É nomeado em memória de Frank Rosenblatt, criador do perceptron.
Os recipientes deste prêmio recebem uma medalha de bronze, um certificado e um honorário.

## Recipientes
- 2006: Lawrence Fogel
- 2007: James C. Bezdek
- 2008: Teuvo Kohonen
- 2009: John Hopfield
- 2010: Michio Sugeno
- 2011: Hans-Paul Schwefel
- 2012: Vladimir Vapnik
- 2013: Terry Sejnowski
- 2014: Geoffrey Hinton
- 2015: Marco Dorigo
- 2016: Ronald Robert Yager
- 2017: Stephen Grossberg
- 2018: Enrique H. Ruspini
- 2019: Erkki Oja
- 2020: Xin Yao